# Megaselia jorgensis
Megaselia jorgensis är en tvåvingeart som beskrevs av Ronald Henry Lambert Disney 1991. Megaselia jorgensis ingår i släktet Megaselia och familjen puckelflugor. Inga underarter finns listade i Catalogue of Life.